# Somoly

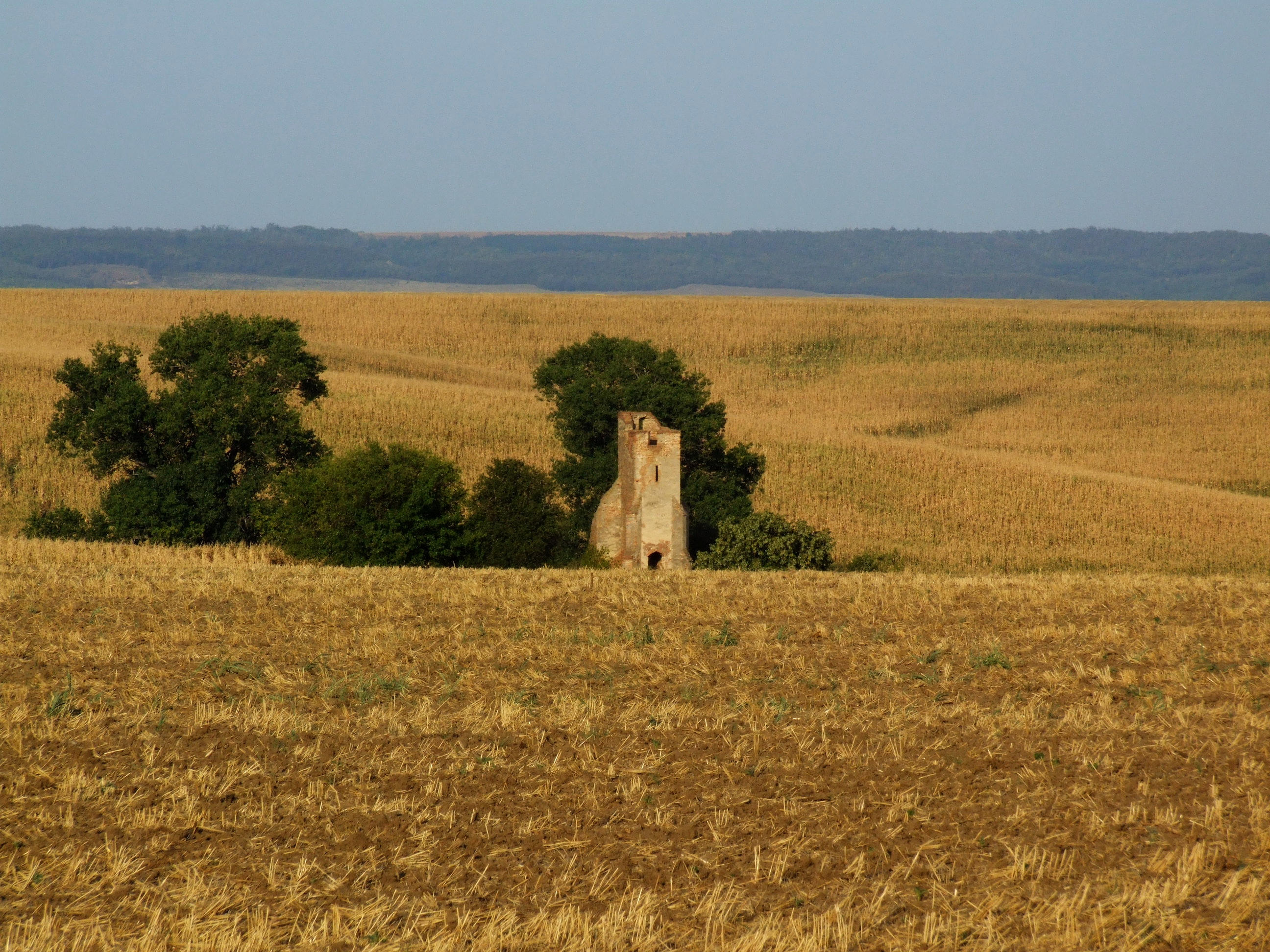
A középkori, mára már elpusztult Somoly falu kora gótikus, a 14. század elején épült temploma tornyának maradványa Regöly határában.

Somoly egy eddig teljesen fel nem tárt, romjaiban fennmaradt magyar falu Regöly és Szakály határában, a 65-ös főút Szakály és Tamási közötti szakaszán.

## Nevének eredete
A középkorban Somogy néven ismert falu neve a 'som' főnévből -gy képző hozzáillesztésével alakult ki, amely somban gazdag területre utal. A Somoly névalak a  17. században tűnt fel, mely a középkori elnevezésből végződéscserével alakult ki, és e névalak összefüggésben lehet az ebben az időben ide betelepülő rác lakossággal.

## Története
Nevét először 1389-ben Somogy alakban Zsigmond király oklevele említette, néhai Újlaki Kont Miklós nádor fiának, Bertalan mesternek és rokonának Miklósnak a falu birtokába való beiktatásakor. Később, 1407. június 2-án Ozorai Pipó főkincstartó, temesi és sókamaraispán és testvére, Firenzei Scolaris Máté szolgálataikért Zsigmond királytól kapta Somogy falut, Dalmad, Marton, Kövesd és Somodor birtokokkal együtt. 1425-ben Ozorai Pipo Somogy falu másik felét a fehérvári káptalannak adta, mivel engedélyt kapott arra, hogy a Boldogasszony tiszteletére szentelt koronázó-templomba temetkezhessen. 1542-ben a rovásadó-összeíráskor Palatich Jánosnak 23 portája volt a faluban, három porta pedig lakatlanul állt. A következő 1543-as évben lakosai a török hadjárat elől elmenekültek.
A falu az oszmán megszállás idején elnéptelenedett, a tamási náhijéhez tartozó Somogy falu neve csak 1580-ban tűnik fel újból, ekkor név szerint 29 nős és 17 nőtlen férfi lakóját sorolták fel. A magyar lakosság feltehetően a tizenöt éves háború környékbeli harcai során menekült el, vagy elpusztult. Valamikor a 17-18. század fordulóján végleg elnéptelenedett, 1658-ban pedig már rác lakosságú faluként volt említve, Somoly néven.
1715-ben Eszterházy József gróf volt a környék birtokosa, aki ekkor az újratelepítés előtt álló Regöly szállólevelében írta: 
"tudván..., hogy... eléghséges földje s határja nem leszen Regelly pusztámnak, azért Somoly és Kistaha nevű két pusztámat is hozzá adjungálni kívánom".
1721-ben a regölyi egyházlátogatási jegyzőkönyv a regölyi határhoz csatolt Somos nevű pusztán egy igen régi templom romjairól tett említést. A jegyzőkönyv szerint a templom szentélye majdnem teljesen elpusztult: északi oldala egy ember magasságában, a déli kétszer olyan magasan állt, nyugatra néző tornya kétharmad részében maradt meg, védőszentjének neve azonban az idők folyamán feledésbe merült.
Mészáros Gyula az 1960-as években kisebb ásatásokat végzett a templomrom tornya körül amit statikai megerősítés követett. A Wosinsky Mór Múzeum munkatársai is végeztek ásatásokat a helyszínen, innen tudjuk, hogy 17 méter hosszú hajójával a jelesebb templomok közé tartozhatott. K. Németh András szerint a templom a 15. század végén épülhetett.